# Corynoptera membranigera
Corynoptera membranigera är en tvåvingeart som först beskrevs av Jean-Jacques Kieffer 1903.  Corynoptera membranigera ingår i släktet Corynoptera och familjen sorgmyggor.
Artens utbredningsområde är Frankrike. Arten är reproducerande i Sverige. Inga underarter finns listade i Catalogue of Life.